# Piknik pokraj puta
Piknik pokraj puta (rus.:Пикник на обочине) je ruski znanstveno-fantastični kratki roman kojeg su napisali Arkadij i Boris Strugacki 1971. godine. Prema romanu snimljen je hvaljeni film Stalker Andreja Tarkovskoga. Do 1998. djelo je bilo izdano u 38 izdanja u 20 država svijeta.

## Pozadina
Ovaj kratki roman počinje oko deset godina nakon posjete vanzemaljaca (koje su zemaljski znanstvenici nazvali Posjetiteljima), koji su se na vrlo kratko vrijeme pojavili na šest različitih mjesta na Zemlji (znanstvenici su te zone nazvali Zonama posjete). Tijekom Posjete, ljudi su prijavljivali zaslijepljujuće svijetlo i zaglušujuće zvukove, a neki su umrli od nepoznate bolesti. Svaka zona predstavlja područje gdje ne vladaju zakoni zemaljske fizike i koje je opasno za zemaljski život. Uskoro su vlasti zabranile ulazak u te zone, uz naređenje da pucaju na svakog tko pokuša bilo ući, bilo izaći, jer postoji strah da neki artefakti unutar zona imaju potencijal uništiti život na Zemlji, ako ne i uništiti samu planetu. Ipak, ljudi, u knjizi poznati kao stalkeri, ulaze u zonu da bi nalazili i zarađivali na vanzemaljskim artefaktima; stalkeri djeluju noću, jer je danju zona pod jakim vojnim nadzorom. Zanimljivo je da se djeca stalkera nerijetko rađaju deformirana, a znanost nema objašnjenje za neke od tih defekata.
Prava svrha vanzemaljskih artefakata nije utvrđena, ali su razna svojstva istih otkrivena slučajno: neki se pokazuju korisnim za onog tko ih ima, dok drugi predstavljaju opasnost za istog. Najtraženiji od svih je tzv. Zlatna sfera, za koju kruže glasine da može ispuniti bilo koju želju. Sama sfera se nalazi duboko u zoni u blizini fiktivnog mjesta Harmont (nije precizirana točna lokacija, ali nagoviješteno je da je smiještena u Kanadi), a samo jedan stalker zna siguran put do nje.

## Značenje imena knjige
Ime knjige predstavlja metaforu koju nudi dr. Valentin Pilman (jedan od likova u knjizi), koji ne vjeruje da postoji razumno objašnjenje ni za posjetu vanzemaljaca ni za misteriozne osobine Zone i artefakata u njoj. U samoj knjizi, on usporedi Posjetu s izletom. Kao što ljudi ostavljaju svoje smeće za sobom nakon izleta, tako su i vanzemaljci ostavili svoje. To što zaostane iza ima značenje onome tko je to ostavio, ali ne i onom koji je na to naleteo. Kao što je životinjama koje nalete na ono što su ljudi ostavili nedokučivo čemu sve to služi, tako je i ljudima koji su naleteli na artefakte nedokučiva prava funkcija.

## Nagrade
- Knjiga je 1978. nominirana za nagradu John Campbell i osvojila je drugo mjesto;[2]
- 1978. braća Strugacki postali su počasni članovi Društva Marka Twaina, zbog doprinosa znanstvenoj fantastici;[3]
- 1981. na književnom festivalu u Metzu, knjiga je dobila nagradu za najbolju stranu knjigu.

## Utjecaj
- Andrej Tarkovski je 1979. snimio film Stalker, koji je u velikoj mjeri zasnovan na knjizi. Braća Strugacki su sudjelovala u pisanju scenarija.
- Videoigra S.T.A.L.K.E.R.: Shadow of Chernobyl (kao i njeni nastavci) je djelomično inspirirana knjigom (dio terminologije je isti kao u knjizi; osim toga, i u igri i u knjizi prisutni su artefakti i anomalije).

## Vanjske poveznice
- (rus.) Piknik pokraj puta - cjelovit tekst (prijevod Antonina W. Bouis)
- (rus.) (engl.) Piknik pokraj puta - tekst romana usporedno na ruskom i engleskom jeziku  Arhivirana inačica izvorne stranice od 29. lipnja 2006. (Wayback Machine)
- (engl.) Infinity Plus website - Recenzija romana
- (engl.) SF Site - recenzija romana
- (engl.) Stanislaw Lem - O Strugackijevom Pikniku pokraj puta